# Vlag van Daverdisse
De vlag van Daverdisse is op 21 augustus 2014 bij raadsbesluit vastgesteld als de vlag van de gemeente Daverdisse in de Belgische provincie Luxemburg. De vlag kan als volgt worden beschreven:
Blauw met twee gele leeuwen.
Na validering op 16 mei 2014 door de Raad van Heraldiek en Vexillologie, zijn voorgeschreven bij een besluit goedgekeurd op 10 december 2014 door de Franse Gemeenschapsregering en gepubliceerd op 23 februari 2015 in het Belgisch Staatsblad. Het ontwerp van de vlag was van Cédric Pauwels. De vlag is volledig gebaseerd op het gemeentewapen en ziet er dus helemaal hetzelfde uit.